# Fàramir
Fàramir és un personatge fictici de l'univers de J.R.R. Tolkien, la Terra Mitjana. És el segon fill de Dénethor II (l'últim dels senescals regents de Góndor) i germà petit de Bóromir.
Va ser un dels capitans de l'exèrcit de Góndor, i acabada la Guerra de l'Anell, va ser el primer dels prínceps d'Ithílien.

## Biografia

### Abans de la descoberta de l'anell
Fàramir va néixer l'any 2983 de la Tercera Edat, fill de Dènethor II i Finduilas. Quan ell tenia cinc anys, Finduilas va morir i el seu pare es tornà un home més fred i distant. Tot i que el pare sempre afavoria Bóromir per sobre de Fàramir, això mai va ser causa de rivalitat, i la relació entre els dos germans era molt bona.
Tot i que els dos germans eren molt semblants en aparença, amb cabells foscos i ulls grisos, les seves personalitats eren molt diferents. Bóromir era atrevit, valent i d'esperit guerrer, mentre que Fàramir era de natura més gentil i un apassionat de la història i la música.
Van ser aquests interessos que van ajudar a establir l'amistat entre Fàramir i Gàndalf el Gris. Aquesta amistat va ser una causa més de desaprovació de Dénethor, que no volia que el seu fill actués com el "deixeble d'un mag".
En la guerra oberta contra Mórdor, va ser capità del destacament de Góndor a Ithílien. Fàramir va defensar amb valentia la seva terra, tot i que mai no va apreciar la guerra per ella mateixa.
El dia abans de l'assalt a Osguíliath, l'any 3018, Fàramir va tenir un somni profètic que semblava portar esperança a la seva causa. El seu germà Bóromir va voler ser qui anés a Rivendell a esbrinar-ne el significat.

### El Senyor dels Anells
Fàramir va continuar lluitant al Sud contra els exèrcits de Sàuron. Un dia va trobar una barca baixant pel riu Ànduin, i amb gran dolor va veure que portava el cadàver del seu germà Bóromir.
En una batalla amb els sundaners de Hàrad, Fàramir va trobar els hòbbits Frodo Saquet i Samseny Gamgí, reconeixent-los com els mitjerols dels que parlava el seu somni. Va interrogar-los, i va descobrir les circumstàncies de la mort d'en Bóromir i la naturalesa de l'anell que Frodo portava.
En aquest punt, contràriament al que havia fet el seu germà, va ser capaç de resistir la temptació de l'Anell i va deixar marxar Frodo i Sam lliures per continuar el seu quest, no sense advertir-los del perill que suposava la torre de Cirith Úngol i del perill de la traïció de Gòl·lum.
En el seu retorn a Minas Tirith, Fàramir va ser atacat pels Nazgûl i va defensar valerosament els seus companys, que no anaven muntats. Gàndalf va cavalcar per ajudar-los, fent allunyar els Nazgul.
Arribat a la ciutat, va explicar a Dénethor i a Gàndalf el seu encontre amb Frodo. Dénethor es va enfadar amb el seu Fáramir, i va arribar a dir que desitjava que els llocs dels seus fills haguessin estat intercanviats (o sigui, que fos Fàramir qui hagués mort). Quan Dénethor va determinar que s'havia de presentar batalla per defensar la ciutat d'Osguíliath, va oposar-s'hi al considerar-la una estratègia molt perillosa, però va acabar acomplint la voluntat del seu pare.
Perduda la batalla d'Osguíliath i davant l'envestida del Rei Bruixot i els exèrcits de Mórdor que eren deu cops més nombrosos que el seu, va sortir defensar la rereguarda per cobrir la retirada. Aleshores va rebre una sageta enverinada i va estar a punt de morir, però Gàndalf i el seu tiet Ímrahil van agafar el seu cos inconscient i el van portar a la Minas Tirith.
Veient l'estat crític del seu fill i la situació despesperada de la guerra, Dénethor embojí i ordenà que cremessin vius a ell i a Fàramir. Pippin i Béregond, però, van alertar Gàndalf i aquest el va rescatar mentre el seu pare es consumia en la flama.
Més tard Àragorn va entrar a la ciutat i va demostrar les seves capacitats com a guaridor curant a Fàramir i altres malalts. Va assumir temporalment les funcions de senescal i va governar la ciutat mentre Àragorn i l'exèrcit va sortir a presentar l'última batalla cap a la Porta Negra de Mórdor.
Durant l'espera a la ciutat va conèixer la Senyora Éowyn de Ròhan, i se'n va enamorar. Va aconseguir que aquesta oblidés la seva passió inicial per Àragorn i es van prometre. Poc després arribaven les notícies de la destrucció de l'anell i de la caiguda de Sàuron.

### Després de la caiguda de Sàuron
El Rei Elèssar va nomenar Fàramir el primer Príncep d'Ithílien, que juntament amb el Príncep de Dol Àmroth esdevenia el títol nobiliari més important a Góndor. Des del seu principat va rehabilitar els territoris malmesos per les forces de Mórdor, i va perseguir els orcs i els bandits que encara hi quedaven. També li va ser renovat el títol de senescal, que l'investia per actuar en nom del rei de Góndor en la seva absència.
Ell i Éowyn van viure a Emyn Arnen, i al seu primer fill li van posar Elboron. Fàramir va morir l'any 82 de la Quarta Edat.

## Adaptacions
En la versió cinematogràfica de Peter Jackson de El Senyor dels Anells, l'actor David Wenham interpreta a Fàramir.
El rol de Fàramir a les pel·lícules és significativament diferent als dels llibres, adoptant una actitud més hostil cap al portador de l'Anell. Després de la descoberta de Frodo, els porta presoners fins a Osguíliath, i no és fins aleshores que els deixa lliures. Una altra variació menor és el seu aspecte, que com el seu germà apareix amb cabells castanys en lloc dels cabells foscos amb què se'ls descriu als llibres.